# USS Mack (DE-358)
USS Mack (DE-358) là một tàu hộ tống khu trục lớp John C. Butler từng phục vụ cùng Hải quân Hoa Kỳ trong Chiến tranh Thế giới thứ hai. Nó là chiếc tàu chiến duy nhất của Hải quân Hoa Kỳ được đặt cái tên này, theo tên Trung sĩ Harold John Mack (1917–1942), người từng phục vụ cùng tàu tuần dương hạng nặng Vincennes (CA-44), đã tử trận khi Vincennes bị đánh chìm trong Trận chiến đảo Savo vào ngày 9 tháng 8, 1942 và được truy tặng Huân chương Chữ thập Hải quân. Nó đã phục vụ trong suốt Thế chiến II, được cho ngừng hoạt động sau khi xung đột chấm dứt vào năm 1946, rồi cuối cùng bị bán để tháo dỡ vào năm 1973. 

## Thiết kế và chế tạo
Lớp John C. Butler được thiết kế nhằm đáp ứng nhu cầu một số lượng lớn nhưng rẻ tiền của một kiểu tàu hộ tống chống tàu ngầm để hộ tống các đoàn tàu vận tải vượt đại dương. Chúng có chiều dài chung 306 foot (93,3 m), mạn tàu rộng 36 foot 10 inch (11,2 m) và mớn nước 13 foot 4 inch (4,1 m), trọng lượng choán nước tiêu chuẩn 1.350 tấn Anh (1.372 t), và lên đến 1.745 tấn Anh (1.773 t) khi đầy tải, với một thủy thủ đoàn bao gồm 14 sĩ quan và 201 thủy thủ. Con tàu được vận hành bởi hai turbine hơi nước hộp số Westinghouse; hơi nước được cung cấp bởi hai nồi hơi "D" Express, tạo ra công suất 12.000 mã lực càng (8.900 kW) và cho phép đạt được tốc độ tối đa 24 hải lý trên giờ (44 km/h; 28 mph). Nó có tầm hoạt động 6.000 hải lý (11.000 km; 6.900 mi) ở tốc độ đường trường 12 hải lý trên giờ (22 km/h; 14 mph).
Dàn vũ khí chính bao gồm hai tháp pháo 5-inch/38 caliber đa dụng nòng đơn, được dẫn đường bởi hệ thống điều khiển hỏa lực Mark 51; vũ khí phòng không gồm hai khẩu đội Bofors 40 mm L/60 nòng đôi và mười khẩu Oerlikon 20 mm nòng đơn cũng được dẫn đường bởi hệ thống Mark 51. Ngoài ba ống phóng ngư lôi 21 inch (533 mm), vũ khí chống ngầm bao gồm hai đường ray thả mìn sâu, tám máy phóng mìn sâu K-gun cùng một dàn súng cối chống ngầm Hedgehog. Con tàu được trang bị sonar kiểu QC, radar dò tìm mặt biển SL và radar dò tìm không trung SA.
Mack được đặt lườn tại xưởng tàu của hãng Consolidated Steel Corporation ở Orange, Texas vào ngày 14 tháng 2, 1944. Nó được hạ thủy vào ngày 11 tháng 4, 1944, được đỡ đầu bởi bà Gertrude Mack, mẹ của Trung sĩ Mack, và được cho nhập biên chế cùng Hải quân Hoa Kỳ vào ngày 16 tháng 8, 1944 dưới quyền chỉ huy của Hạm trưởng, Thiếu tá Hải quân John Frederick Nelson.

## Lịch sử hoạt động
Sau khi hoàn tất việc chạy thử máy huấn luyện dọc theo vùng bờ Đông, Mack đi đến Norfolk, Virginia vào ngày 17 tháng 10, 1944 để gia nhập Đội hộ tống 82, trước khi được điều động sang khu vực Mặt trận Thái Bình Dương. Nó lên đường vào ngày 21 tháng 11, băng qua kênh đào Panama và gia nhập Đệ Thất hạm đội khi đi đến Hollandia, New Guinea. Nó hộ tống các đoàn tàu vận tải đi lại giữa Kossol Roads, Palau và Leyte, Philippines cho đến tháng 3, 1945. Từ ngày 2 tháng 3, nó hoạt động tuần tra chống tàu ngầm tại khu vực biển Đông tiếp giáp Philippines, và đang khi truy lùng một tín hiệu sonar dò được vào ngày 13 tháng 3, con tàu bị mắc cạn tại một bãi đá ngầm trong vịnh Mangarin, và bị hư hại cả hai trục chân vịt. Nó phải được kéo về Hollandia để sửa chữa từ ngày 14 tháng 4 đến ngày 4 tháng 6.
Sau khi hoàn tất công việc trong ụ tàu, Mack quay lại nhiệm vụ hộ tống vận tải giữa Hollandia và Manila vào ngày 14 tháng 6. Một tháng sau, nó chuyển sang vai trò tàu kiểm soát cảng Manila, và hộ tống tàu bè đi đến San Fernando, Luzon cho đến ngày 3 tháng 8. Nó hộ tống một đoàn tàu đổ bộ đi từ vịnh Subic sang Okinawa, và vẫn đang hoạt động tại Philippines khi Nhật Bản chấp nhận đầu hàng vào ngày 15 tháng 8, giúp chấm dứt vĩnh viễn cuộc xung đột. Nó chuyển sang hoạt động tuần tra tìm kiếm và giải cứu dọc tuyến đường giữa Philippines và Palau, rồi lại hộ tống một đoàn tàu vận tải khác đi Okinawa trước khi quay lại nhiệm vụ tìm kiếm và giải cứu tại phía Đông Samar cho đến ngày 6 tháng 12. Nó lên đường đi Okinawa và Thượng Hải hai ngày sau đó, và quay trở về vịnh Subic vào ngày 27 tháng 12.
Đang khi thường trực cho nhiệm vụ hộ tống ra vào cảng tại San Fernando vào ngày 10 tháng 1, 1946, Mack đi đến để trợ giúp cho tàu FS-74 bị hỏng máy, và trong quá trình giải cứu hai con tàu đã va chạm với nhau, khiến Mack bị hư hại mũi tàu. Nó quay trở lại San Fernando vào ngày hôm sau để hộ tống tàu bè đi vào vịnh Subic, và phải ở lại đây trong ba tuần để sửa chữa và thực hành. Rời vịnh Subic vào ngày 11 tháng 2, nó tham gia cùng Đội hộ tống 33 và lên đường hướng sang Thanh Đảo, Trung Quốc, đến nơi vào ngày 20 tháng 2, và hoạt động tuần tra ngoài khơi phía Bắc Trung Quốc để bảo vệ quyền lợi của công dân Hoa Kỳ trong bối cảnh cuộc nội chiến giữa các lực lượng Quốc dân Đảng và Cộng sản. Nó thực hiện những chuyến đi ngắn giữa Thượng Hải và Đại Cô Khẩu ở ngoại vi Thiên Tân, cho đến khi rời vùng biển Trung Quốc vào ngày 15 tháng 4 để đi sang Okinawa, nơi nó đón lên tàu hành khách cho hành trình quay trở về Hoa Kỳ.
Về đến San Pedro, Los Angeles vào ngày 11 tháng 5, Mack tiễn hành khách rời tàu và bắt đầu được đại tu để chuẩn bị ngừng hoạt động. Nó được cho xuất biên chế tại San Diego, California vào ngày 11 tháng 12, 1946 và được đưa về Hạm đội Dự bị Thái Bình Dương, neo đậu tại Mare Island, California. Tên nó được cho rút khỏi danh sách Đăng bạ Hải quân vào ngày 15 tháng 3, 1972, và con tàu bị bán để tháo dỡ vào ngày 13 tháng 6, 1973.

## Phần thưởng
Nguồn: Navsource Naval History
|  |  |  |
|  |  |  |

| Huân chương Chiến dịch Hoa Kỳ                 |                                      |                                                |
| Huân chương Chiến dịch Châu Á-Thái Bình Dương | Huân chương Chiến thắng Thế Chiến II | Huân chương Giải phóng Philippine (Philippine) |